# Andrea Pancur

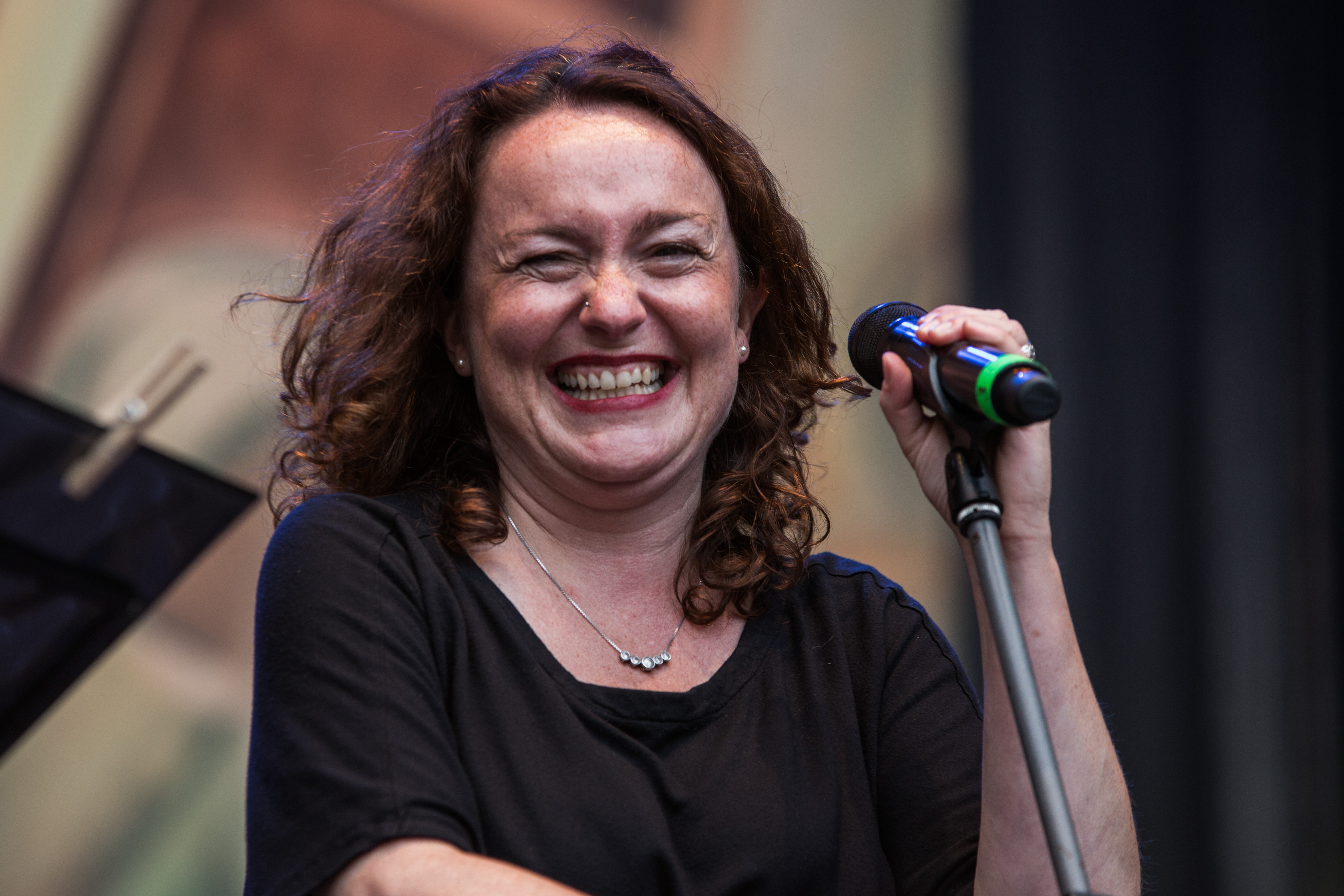
Andrea Pancur beim TFF Rudolstadt 2014

Andrea Pancur (* 16. Januar 1969; † 16. August 2023 in München) war eine deutsche Musikerin und Schauspielerin. Sie bewegte sich mit ihren Liedern vor allem in der Tradition der jiddischen und bairischen Musik.

## Leben
Pancur studierte nach dem Abitur an der Ludwig-Maximilians-Universität München Lehramt für Anglistik und Geschichtswissenschaft. Nach dem ersten Staatsexamen ließ sie ihre Stimme musikalisch bei Maria Collien, Renate Glaser, Naomi Isaacs und Ingrid Zacharias ausbilden.
Ihre Familie war zu Beginn des 20. Jahrhunderts aus Slowenien nach München gekommen, so dass Pancur sich aus diesen Wurzeln heraus zur fast untergegangenen osteuropäischen Klezmertradition hingezogen fühlte. 1994 gründete sie mit fünf anderen die Klezmergruppe Massel-Tov, mit der sie zweimal für den Weltmusikpreis Ruth nominiert wurde; das Album Shtile trit wurde auf der Bestenliste des Preises der deutschen Schallplattenkritik geführt. Ab 2003 war sie die Sängerin des Weltmusikquartetts Bappa E Zittu. 2008 stieg sie bei beiden Gruppen aus und wandte sich eigenen Projekten zu: Bei Alpen Klezmer widmete sie sich mit dem lettischen Multiinstrumentalisten Ilya Shneyveys Liedern aus der bairischen und jiddischen Liedkultur, bei Federmentsh mit dem Kölner Trio A Tickle in the Heart dem zeitgenössischen jiddischen Lied und bei Das SchostakowitschProjekt mit dem modern klezmer quartet dem Werk Dmitri Dmitrijewitsch Schostakowitschs. Sie trat bei Konzerten u. a. in Österreich, Liechtenstein, Israel, Italien, den Niederlanden und den USA auf.
Pancur, die seit 2000 auch als Schauspielerin tätig war, entwarf für München das Konzept Statt-Theater, bei dem Stadtführungen mit schauspielerischen Auftritten szenisch kombiniert wurden. Beim 150-jährigen Jubiläum der Eingemeindungen der Stadtteile Au, Haidhausen und Giesing trat sie in der Münchner Straßenbahn selbst als singende und geschichtsbewanderte „Kulturschaffnerin“ auf.
Alle zwei Jahre organisierte sie ein Klezmerfestival in Valley, in dessen Rahmen 2007 erstmals der Mosche-Beregowski-Preis für Nachwuchsensembles in Kooperation mit dem Yiddish Summer Weimar verliehen wurde.
Pancur lebte in München.

## Auszeichnungen

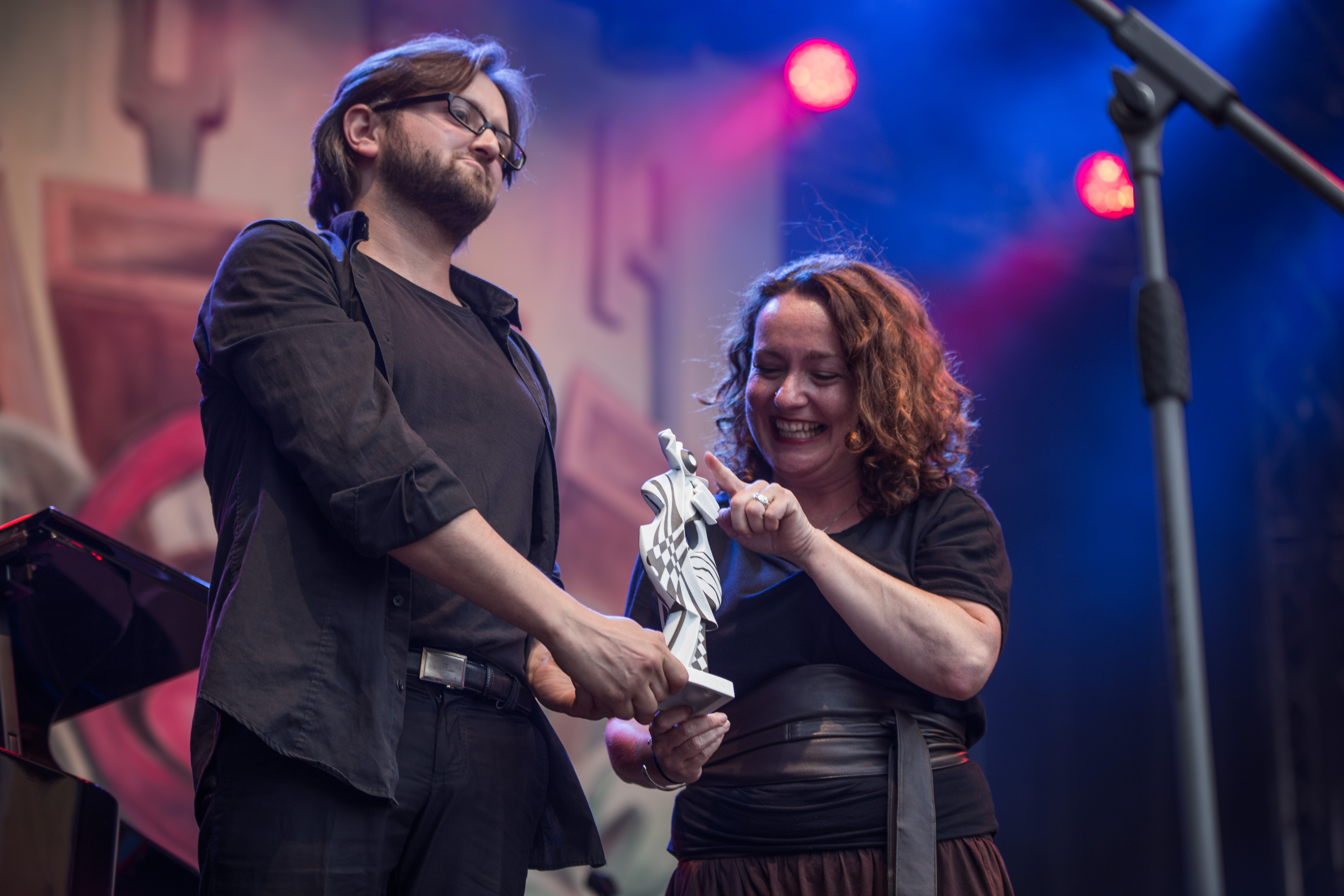
Andrea Pancur und Ilya Shneyveys bei der Verleihung des RUTH – Der deutsche Weltmusikpreis beim TFF Rudolstadt 2014

- 2012 Volkskulturpreis der Landeshauptstadt München[4]
- 2014 RUTH – Der deutsche Weltmusikpreis, zusammen mit Ilya Shneyveys für das Projekt Alpen Klezmer (Hauptpreis der Jury)

## Diskografie
- 1999 Massel-Tov: Redstu yiddish?
- 2000 Massel-Tov: Live
- 2007 Massel-Tov: Shtile trit
- 2009 Andrea Pancur: Federmentsh – Lider fun yidishland
- 2013 Andrea Pancur – Alpenklezmer
- 2016 Andrea Pancur – Alpenklezmer: Zum Meer